# Трош
Трош (фр. Troche, окс. Trocha) — коммуна во Франции, находится в регионе Лимузен. Департамент — Коррез. Входит в состав кантона Вижуа. Округ коммуны — Брив-ла-Гайярд.
Код INSEE коммуны — 19270.
Коммуна расположена приблизительно в 400 км к югу от Парижа, в 55 км южнее Лиможа, в 29 км к северо-западу от Тюля.

## Население
Население коммуны на 2008 год составляло 526 человек.
| 1962 | 1968 | 1975 | 1982 | 1990 | 1999 | 2008 |
| ---- | ---- | ---- | ---- | ---- | ---- | ---- |
| 632  | 683  | 629  | 558  | 528  | 486  | 526  |

## Администрация
| Период | Период | Фамилия        | Партия                  | Примечания |
| ------ | ------ | -------------- | ----------------------- | ---------- |
|        | 2008   | Анри Сермадира | Социалистическая партия |            |
| 2008   |        | Мишель Одебер  | Социалистическая партия |            |

## Экономика
В 2007 году среди 308 человек в трудоспособном возрасте (15-64 лет) 233 были экономически активными, 75 — неактивными (показатель активности — 75,6 %, в 1999 году было 74,0 %). Из 233 активных работали 217 человек (116 мужчин и 101 женщина), безработных было 16 (6 мужчин и 10 женщин). Среди 75 неактивных 22 человека были учениками или студентами, 43 — пенсионерами, 10 были неактивными по другим причинам.